# Az acélt megedzik
Az acélt megedzik (Как закалялась сталь) Nyikolaj Alekszejevics Osztrovszkij önéletrajzi momentumokkal átszőtt 1930 és 1934 között írt szocialista realista alkotása. A mű a megjelenését követően nagy népszerűséget szerzett az író számára, és a szovjet irodalom egyik legjelentősebb munkájává vált. A regény bemutatja a polgárháború eseményeit, a népgazdaság helyreállításának idejét és a szocialista építést.

## A regény keletkezése
Osztrovszkij 1929 augusztusban elveszítette a látását. A mozdulatlanságra és a vakságra ítélt ember Moszkvában 1930 végén kezdte el írni híres regényét. 1931-ben fejezte be az első részt, majd elküldte a Molodája Gvárgyija (Fiatal Gárda) magazinnak. Ám a szerkesztőnek nem tetszett, mivel a főszereplőket teljesen irreálisnak tartotta. A regényt azonban a szovjet propaganda képviselői jóváhagyták, így (Osztrovszkij engedélyével) alapos korrektúra után 1932 áprilisától megjelent a regény első része a folyóiratban. 1932 novemberében könyvalakban adták ki. A történet második része ugyanabban a magazinban jelent meg 1934 januárjától májusig. Osztrovszkij alkotását több alkalommal újra kiadták, és a regény nagyon népszerűvé vált az olvasók körében.

## Történet
|  | Alább a cselekmény részletei következnek! |

### Első rész
1917-ben az I. világháború a vége felé közeledett, Ukrajnában, Sepetovka városában Pavel Korcsagint kicsapták az iskolából, mert összetűzésbe keveredett Vaszilij pópával. Pavka ezután mosogatófiúként dolgozott a település pályaudvarán lévő étteremben. A napi 24 órai folyamatos munka megterhelő volt a gyermek számára. Egy egész napos szolgálat után egy újabb műszakra kényszerítették. Ekkor fáradtságában súlyos hibát követett el, amiért nagy verést kapott. Pavel bátyja bosszút állt az öccsét ért sérelmen, de a fiúnak nem volt ott tovább maradása, később egy villanytelepen kapott munkát, fűtőmunkás lett. A német hadsereg bevonulása után a városka polgárai közül többen konfliktusba keveredtek a hódítókkal. A megszállók ellen vasutassztrájk robbant ki, az idősebb Korcsagin testvér többször is nehéz helyzetbe került. Pavel összebarátkozott a főerdész leányával, Tonyával. Egy idő után mindketten úgy érezték, hogy többről van szó, mint barátságról. Ukrajnában fellángolt a kíméletlen osztályharc, fehér, vörös és meghatározhatatlan árnyalatú csapatok (gyakran bandák) áradata özönlötte el a kormányzóságot. Petljura kalandor atamánjai uralták Sepetovka környékét, néha egymással is torzsalkodtak. Golub ezredes csapatai pogromot hajtottak végre a kisvárosban élő zsidók ellen. A peljuristák fosztogattak, gyilkolták az ellenszegülőket és az ártatlan embereket egyaránt. A városi munkások közül többen menedéket adtak az üldözötteknek. Pavel fegyvert szerzett, részt vett egy bolsevik fogoly barátjának a szöktetésében. A hatóságok egy gazdag gimnazista vallomása alapján elfogták a fiút, megkínozták és börtönbe zárták. Egy szerencsés véletlen következtében a rabok egy részének sikerült megszöknie. Pavel Tonyáéknál talált menedéket, de a várost hamarosan el kellett hagynia. Szergej Bruzzsak csatlakozott a peljuristákat elkergető vöröskatonákhoz. Hónapokkal később a Vörös hadsereg kiürítette Sepetovkát, a város a lengyel hadsereg kezébe került. Pavel is a lengyelek ellen harcolt a bolsevikok oldalán, majd Bugyonnij 1. lovashadseregéhez csatlakozott. A 17 éves fiú sok ütközetben kitüntette magát, a Lvov melletti csatában életveszélyes fejsebet kapott. Hosszú lábadozás után – fél szemére megvakulva – került ki a kórházból. A fehérlengyelek elleni harc véget ért, 1920 decemberében a béke következtében Sepetovka Szovjet-Ukrajnáé maradt, Pavel és Artyom hazatérhetett.

### Második rész
A népgazdaság helyreállítása a pusztító háborúk után nehézségekbe ütközött. Batyuzók, spekulánsok, fegyveres, fosztogató bandák, a társadalom söpredéke komoly gondot okozott a szovjet államhatalomnak. Az életben maradt, de külföldre menekült fehérgárdisták egy része is visszaszivárgott, és Ukrajna több városában ellenforradalmi felkelésre készülődtek. Sepetovkában Vaszilij pópa, Vinnyik zászlós és egy Petljura-tiszt állt a titkos zendülőszervezet élén. Fjodor Zsuhraj vezetésével a katonai iskola egységei, a Cseka emberei, a párt- és a Komszomol-tagjai csírájában fojtottak el a felkelést. Komoly gondot okozott a vasúti forgalom megbénulása, a kevés élelem és fűtőanyag. A városka lakóit éhhalál és fagyhalál fenyegette. Vasútépítő brigádokra volt szükség, hogy az erdő mélyéből a már korábban kitermelt tűzifát Sepetovkába tudják szállítani. Emberfeletti küzdelem várt az építőkre: a kegyetlen időjárással, a nyersanyaghiánnyal és a közelben leselkedő Orlik bandával kellett megküzdeniük. Orlik 200-300 fős kulákcsapatai kisiklatták a mozdonyokat, kis falvakat támadtak meg. Éjjel útonállók voltak, akik nappal békés, jámbor parasztokká változtak. 
Pavel is részt vett a vasúti pálya építésében, vékony kiskabátban és rozzant sárcipőben dolgozott megállás nélkül sárban, fagyban: lelkesen az embereivel együtt. Orlik a teljes bandájával rátámadt az építőkre, két óráig védekeztek a munkások, majd a segítségükre érkező páncélvonat és az odavezényelt kétszázadnyi vörös lovasság eldöntötte a harcot. Korcsagint hastífusz és tüdőgyulladás miatt vonatra tették, de az utasok az egyik állomáson kirakták a beteget: szerintük útközben meghalt a lenszőke fiatalember. 
Pavel azonban nem halt meg, hazavitték, és az otthoni ápolásnak köszönhetően tavasszal már gyógyultan kereshette fel a bátyját. Artyom közben megnősült, a családjával – a gyermekei körében – a hétköznapi emberek életét élte. Pavel Kijevbe utazott, hogy felkereste korábbi elvtársait. A fiú barátainak egy része szétszóródott az országban, többen közülük fontos párt- vagy gazdasági vezető megbízatást teljesített. Akik Kijevben maradtak, nagyon örültek, hogy hamisnak bizonyult a hír Pavel haláláról, és munkát szereztek Korcsaginnak, aki ezután segédszerelőként dolgozott egy vasutasműhelyben. Komszomol-titkárként Pavka a munkaidő letelte után is gyakran bent maradt a műhelyben, hatására a többiek is csatlakoztak hozzá. Később Berezdovba került – a lengyel határ mellé -, ahol a 2. katonai kiképzőzászlóalj politikai biztosa lett. 
Az itt eltöltött egy év alatt a területen végzett politikai munka mellett Pavel kivette a részét a csempészek, a banditák, a trockisták és a belső ellenség elleni harcból is. 1924 januárjában meghalt Lenin, a hatalmas gyászt követően Sepetovkában a vasutasműhelyben 37 veterán munkás jelentkezett a pártba, köztük volt az idősebb Korcsagin is. Pavel ismét Kijevbe került, ahol a Komszomol körzeti bizottságának titkára lett. Önmagát sem kímélve dolgozott, a szocializmus eszméjéért élt, hitt a korabeli jelszóban, hogy: „A jövő a miénk!”.
Két év múlva a gyógykezelésre a Krímbe küldték, majd többször is orvosi vizsgálaton esett át. Szembesült azzal, hogy központi idegrendszerének súlyos megrendülése miatt rövidesen teljes megbénulás vár rá. Nyugdíjazása után rengeteget olvasott, levelező tagozaton egyetemre járt. Egy fiatal lány barátságát, szerelmét is elnyerte, aki hamarosan feleségül ment hozzá. Először a bal keze és lába bénult le, majd mindkét lába cserben hagyta Pavelt. Másfél év szenvedés után egy agresszív gyulladás a szemét is tönkretette. A vak fiatalember életét egy rádió megépítésével próbálták a barátai enyhíteni. 100%-ban munkaképtelenné vált, de ő az új élet építőinek sorába akart továbbra is tartozni. Moszkvába költöztek, ahol egy karton sorvezető segítségével egy regényt kezdett írni A vihar szülöttei címmel. Sokat segített számára egy fiatal lány, Galja, akinek a mozgásképtelen, szeme világát elveszett Pavel diktálta a történetet. A leningrádi könyvkiadó válaszára sokat kellett várniuk, de egy nap levelet hozott a számukra a postás.
Regényét lelkesen elfogadták. Kiadása folyamatban. Győzelméhez szerencsét kívánunk.
|  | Itt a vége a cselekmény részletezésének! |

## Szereplők
- Pavel Andrejevics Korcsagin: A regény főszereplője. A polgárháborúban harcol a bolsevikok oldalán. Ő a szocialista realizmus egyik legfontosabb pozitív hőse.
- Artyom Andrejevics Korcsagin, Pavel bátyja, lakatos
- Tonya Tumanova, Pavel ifjúkori szerelme
- Szergej Bruzzsak
- Zahar Bruzzsak, mozdonyvezető
- Viktor Lescsinszkij
- Nelli Lescsinszkaja
- Liza Szuharko
- Fjodor Zsuhraj
- Rita Usztyinovics
- Anna Borhart
- Gyimka Cvetajev
- Ignat Pankratov
- Taja Kjucam

## Megjelenések

### Orosz nyelven
- A Szovjetunióban több mint 250 kiadást ért meg.

### Magyarul
- 1937: A mű néhány részletét a Sarló és Kalapács folyóirat közölte a 17–20. számában, Lányi Sarolta fordításában.
- 1939: Részletek jelentek meg az Új Hang folyóiratban
- 1946ː Nikoláj Osztrovszkij: Az acélt megedzik; ford. Amalia Joszifovna Steiner, Pénzes Géza; Cserépfalvi, Bp., 1946
- 1948ː Hogyan edzették meg az acélt; Ragyanszka Skola, Kijev, 1948 (Iskolai könyvtár)
- 1949ː Nikolaj Ostrovskij: Az acélt megedzik. 1. r.; Bratsztvo-Jedinsztvo, Noviszád, 1949
- 1950: Az acélt megedzik; ford. Radó György, Kerek Ernő; Szikra, Bp., 1950
- 1956: Európa Könyvkiadó (fordította: Kerek Ernő, Radó György, illusztrálta: Szántó Pál)
- 1959ː Így edződött az acél; Ifjúsági, Bukarest, 1959
- 1962: Móra Könyvkiadó (fordította: Radó György, Kerek Ernő, illusztrálta: Bányai József)
- 1971: a Móra Könyvkiadó és a Kárpáti Könyvkiadó közös kiadásában, Budapest-Uzsgorod, (fordította: Kerek Ernő, Radó György)
- 1975: Móra Könyvkiadó, ISBN 9631103935 (fordította: Kerek Ernő, Radó György)
- 1979: Európa Könyvkiadó, Budapest, ISBN 9630703823 (fordította: Kerek Ernő, Radó György)

## Szovjet filmváltozatok
- 1942: Az acélt megedzik (Как закалялась сталь)[4]
- 1956: Pavel Korcsagin (Павел Корчагин)
- 1973: Az acélt megedzik (Как закалялась сталь) A Magyar Televízió 1975-ben[5] hat részben mutatta be szovjet televízió filmsorozatát.[6]

## Magyar rádiójátékok
- 1951: Rácz György rendezésében, Gábor Miklós főszereplésével
- 1957: Seregi László rendezésében
- 1978: Siklós Olga rendezésében, Hegedűs D. Géza főszereplésével[7]